# Collegio uninominale Lombardia 1 - 14
Il collegio elettorale uninominale Lombardia 1 - 14 è stato un collegio elettorale uninominale della Repubblica Italiana per l'elezione della Camera tra il 2017 ed il 2022.

## Territorio
Come previsto dalla legge elettorale italiana del 2017, il collegio era stato definito tramite decreto legislativo all'interno della circoscrizione Lombardia 1.
Era formato da parte del territorio del comune di Milano, ovvero le zone sudorientali della città (Stadera, Rogoredo, Lambrate).
Il collegio era parte del collegio plurinominale Lombardia 1 - 03.

## Eletti
| Elezione | Elezione | Deputato         | Gruppo parlamentare                  |
| -------- | -------- | ---------------- | ------------------------------------ |
|          | 2018     | Federica Zanella | Forza Italia - Berlusconi Presidente |
|          | 2020     | Federica Zanella | Lega per Salvini Premier             |

## Dati elettorali

### XVIII legislatura
Come previsto dalla legge elettorale, 232 deputati erano eletti con sistema a maggioranza relativa in altrettanti collegi uninominali a turno unico.
| Candidati              | Candidati                  | Voti    | %     | Liste                           | Voti    | %     |
| ---------------------- | -------------------------- | ------- | ----- | ------------------------------- | ------- | ----- |
|                        | Federica Zanella ✔️ Eletto | 49 127  | 38,93 | Lega                            | 23 865  | 18,91 |
| Forza Italia           | Federica Zanella ✔️ Eletto | 49 127  | 38,93 | 18 269                          | 14,48   |       |
| Fratelli d'Italia      | Federica Zanella ✔️ Eletto | 49 127  | 38,93 | 5 170                           | 4,10    |       |
| Noi con l'Italia - UDC | Federica Zanella ✔️ Eletto | 49 127  | 38,93 | 1 823                           | 1,44    |       |
|                        | Paolo Cova                 | 39 500  | 31,30 | Partito Democratico             | 31 335  | 24,83 |
| +Europa                | Paolo Cova                 | 39 500  | 31,30 | 6 801                           | 5,39    |       |
| Italia Europa Insieme  | Paolo Cova                 | 39 500  | 31,30 | 835                             | 0,66    |       |
| Civica Popolare        | Paolo Cova                 | 39 500  | 31,30 | 529                             | 0,42    |       |
|                        | Paola Carinelli            | 27 701  | 21,95 | Movimento 5 Stelle              | 27 701  | 21,95 |
|                        | Doris Zaccaria             | 5 581   | 4,42  | Liberi e Uguali                 | 5 581   | 4,42  |
|                        | Romolo Dell'Angelo         | 1 880   | 1,49  | Potere al Popolo!               | 1 880   | 1,49  |
|                        | Mauro Foglia               | 906     | 0,72  | CasaPound                       | 906     | 0,72  |
|                        | Mattia Meneghetti          | 634     | 0,50  | Italia agli Italiani            | 634     | 0,50  |
|                        | Marco Nannini              | 366     | 0,29  | 10 Volte Meglio                 | 366     | 0,29  |
|                        | Alessandro Giardiello      | 356     | 0,28  | Per una Sinistra Rivoluzionaria | 356     | 0,28  |
|                        | Carmela Ciminelli          | 129     | 0,10  | PRI - ALA                       | 129     | 0,10  |
| Totale                 | Totale                     | 126 180 | 100   |                                 | 126 180 | 100   |
|                        |                            |         |       |                                 |         |       |
| Voti non validi        | Voti non validi            | 3 459   | 2,67  |                                 |         |       |
| Votanti                | Votanti                    | 129 639 | 71,33 |                                 |         |       |
| Elettori               | Elettori                   | 181 746 |       |                                 |         |       |